# Eduin Quero
Pour les articles homonymes, voir Quero.
Eduin Quero est un footballeur vénézuélien né le 22 avril 1997 à San Cristóbal dans l'État de Táchira. Il évolue au poste de défenseur au Deportivo Táchira.

## Biographie

### En équipe nationale
Avec les moins de 20 ans, il participe au Championnat sud-américain des moins de 20 ans en 2017. Lors de cette compétition, il joue six matchs.
Il dispute quelques mois plus tard la Coupe du monde des moins de 20 ans organisée en Corée du Sud. Lors du mondial junior, il joue trois matchs, délivrant une passe décisive contre le Vanuatu en phase de groupe. Le Venezuela s'incline en finale contre l'Angleterre.

## Palmarès
- Finaliste de la Coupe du monde des moins de 20 ans en 2017 avec l'équipe du Venezuela des moins de 20 ans
- Troisième du Championnat sud-américain des moins de 20 ans en 2017 avec l'équipe du Venezuela des moins de 20 ans